# Miguel Benavent
Miguel Benavent Seguí (Benigánim, 12 de abril de 1924-Villanueva y la Geltrú, 22 de agosto de 2010) fue un farmacéutico y político español.

## Biografía
Nació en Benigànim en 1924 y se trasladó a la capital del Garraf, Vilanova i la Geltrú, a la edad de 7 años. Licenciado en Farmacia, por la Universidad de Barcelona, fue profesor auxiliar de la Facultad de Farmacia de la misma universidad durante un tiempo. En 1961, abrió una farmacia en Villanueva y la Geltrú. Era militante de FET y de las JONS y consejero local del Movimiento Nacional. Fue nombrado concejal por el tercio corporativo en 1958 y teniente de alcalde de cultura en 1961. Pasó a ocupar la alcaldía de Villanueva y la Geltrú en 1969, sucediendo a Antonio Ferrer Pi, y renunció en febrero de 1976, siendo sucedido por José Piqué Tetas. Falleció el 22 de agosto de 2010 en Villanueva y la Geltrú.
En su período en la alcaldía de la ciudad destacan, entre otras, las siguientes obras: la gestión e incorporación del recorrido del agua potable dentro de la ciudad, el uso del catalán en discursos públicos de la alcaldía, la incorporación y normalización de la señera en instituciones públicas dependientes del Ayuntamiento, rehabilitación del Passeig del Carme de la ciudad y pavimentación de la Plaça de la Vila en su diseño actual. También promovió la creación de los Tallers Sant Miquel de apoyo a las personas en situación de discapacidad intelectual. 